# Gadolinij
Gadolinij je kemični element s simbolom Gd in atomskim številom 64. Gadolinij je srebrno bela kovina, ko odstranimo oksidacijo. Je le malo koven gnetljivi element iz redkih zemelj. Gadolinij počasi reagira z atmosferskim kisikom ali vlago in tvori črno prevleko. Gadolinij pod Curiejevo točko 20 °C (68 °F) je feromagneten, ki je privlačnejši za magnetno polje kot nikelj. Nad to temperaturo je najbolj paramagnetni element. V naravi ga najdemo le v oksidirani obliki. Ko je enkrat separiran, ima zaradi podobnih kemijskih lastnosti običajno nečistoče drugih redkih zemelj.
Gadolinij je leta 1880 odkril Jean Charles de Marignac, ki je z uporabo spektroskopije dokazal njegov oksid. Imenovan je po mineralu gadolinit, enem od  mineralov, v katerem se nahaja gadolinij; mineral sam pa nosi ime finskega kemika Johana Gadolina. Čisti gadolinij je prvi izoliral kemik Paul Emile Lecoq de Boisbaudran okoli leta 1886.
Gadolinij ima nenavadne metalurške lastnosti, saj lahko le 1% gadolinija bistveno izboljša obdelovalnost in odpornost na oksidacijo pri visokih temperaturah za železo, krom in sorodne kovine. Gadolinij kot kovina ali sol absorbira nevtrone in se zato včasih uporablja za zaščito pri nevtronski radiografiji in v jedrskih reaktorjih.